# Tamás Féner
Tamás Féner (Budapešť, 17. listopadu 1938) je maďarský fotograf oceněný Kossuthovou cenou, vysokoškolský pedagog, jeden z maďarských klasiků realistické fotografie a fotožurnalistiky.

## Životopis
V letech 1957 až 1986 byl fotoreportérem-stážistou a nakonec uměleckým redaktorem týdeníku Film Theatre Muzsika. V letech 1986 až 1990 působil jako zástupce šéfredaktora Képes 7, v letech 1991 až 1993 jako fotoeditor Népszava a v letech 1993-1994 Griff a Vasárnap. Po roce 1994 pracoval jako intelektuál na volné noze, v letech 1997 až 2002 pracoval jako fotoeditor v časopisu Népszabadság. V MTI působil od roku 2003.
Celkem 25 let byl redaktorem teoretického a kritického časopisu Fotoművészt. Přednášel na vysokých školách, v 70. letech na škole György Bálinta MÚOSZ, od roku 1992 na Katedře kulturní antropologie, poté Média a komunikace na ELTE, mezitím na Moholy-Nagy University of Arts, Kaposvár University (2004- 2006), Népszabadság Vedl také kurzy na Škole žurnalistiky (2005-2008).
V polovině roku 2000 navštívil maďarské věznice a fotografoval tamní nelidské podmínky ve vazbě, které podle jeho názoru nemohou zajistit reintegraci odsouzených do společnosti.
Byl mentorem fotografky Gyöngyi Rózsavölgyi.

## Samostatné výstavy v Maďarsku (výběr)
- Fészek Klub, 1962
- Palác umění (Budapešť), Műcsarnok, 1971
- Miskolc, 1974
- Magyar Munkásmozgalmi Múzeum (Muzeum maďarského hnutí práce) 1976, 1978
- Tükörrepülés, Műcsarnok, 1981
- …és beszéld el fiadnak, (...a řekněte to svému synovi), Muzeum etnografie, 1983
- Magyar Munkásmozgalmi Múzeum [… ez volt a gyár], Maďarské muzeum hnutí práce [… to byla továrna], 1986
- Hortobágy, výstava, Fotogalerie, 1988
- Maďarská národní galerie [S. P. Q. R) 1988
- Berlin-mal' anders, Dům maďarské kultury, Berlín, 1990
- Pepsiérzés (Pocit Pepsi), Galerie Vigadó, 1992
- Táj/fény/kép című kiállítása (Výstava Krajina/světlo/obraz, Muzeum nedávné historie), 1994
- Városi táj (Městská krajina) Goethe-Institut, Budapest, 1995
- Budapešťské historické muzeum, 1996
- Válogatott képek (Vybrané obrázky), Budapešťská galerie, 1998
- Mai Manó Ház [.. rokonaim, barátaim, üzletfeleim…] (Dnešní dům skřítků [.. moji příbuzní, přátelé, obchodní partneři...]), 2001)
- Büntetés (Trest), Budapest Galéria Lajos utcai kiállítóháza, 2006
- Magyar Zsidó Múzeum és Levéltár – Fény/Törések (Maďarské židovské muzeum a archiv), 2007
- Potpourri, Mai Manó Ház, 2009
- Portrék – Féner Tamás fotókiállítása a Könyvfesztiválon (Portréty - výstava fotografií Tamáse Fénera na Festivalu knihy), Millenáris Park, Budapešť, 2010

## Samostatné výstavy v zahraničí
- 1972 Varšava
- 1979, 1988, 1990 Berlín
- 1982 Havana
- 1983 Bělehrad
- 1984 Amsterdam, Paříž, Gorizia
- 1985 Milán, Vilnius
- 1986 Heidenheim
- 1987 Bitterfeld
- 1990 Sofie, Praha
- 1991 Washington
- 1998, 2001 Stuttgart

## Hlavní díla
- Kőszeg (1976)
- Hétköznap (Všední dny, 1979)
- …és beszéld el fiadnak (...a řekni svému synovi, 1984)
- Fények által homályosan (1993)
- Más(kép)más (életmű-katalógus, 1998)
- Az idő, a tér, a forma (Čas, prostor, forma); Almási Miklós; Interart Stúdió, Bp., 2001
- Arcok a négyzetben (Tváře na náměstí, 2003)
- Arcmás (Měnič tváří, 2003)
- Féner (Lucerna); text: Baki Péter, Féner Tamás, přeloženo do angličtiny. Andrew Gane; Maďarské muzeum fotografie, Kecskemét, 2009
- Sándor Iván–Féner Tamás: Hamlet visszanéz. Gábor Miklós arcai, szerepei (Hamlet se ohlíží zpět. Tváře a role Miklóse Gábora); Tiszatáj Alapítvány, Szeged, 2010 (Tiszatáj könyvek)
- Fotó-toposzok; bev. Parti Nagy Lajos; Artphoto Galéria, Bp., 2014 (Közelkép)

## Členství
V letech 1978 až 1986 byl generálním tajemníkem Svazu maďarských fotografů a v letech 1986 až 1989 byl členem sekretariátu.

## Ocenění, uznání
- Cena Bély Balázse (1973)
- Cena SZOT (1977)
- Zasloužilý umělec (1984)
- Cena města Budapešť (1997)
- Cena maďarské židovské kultury (2004)
- Vynikající umělec (2005)
- Cena Prima (2007)
- Moje země (2008)
- Kossuth (2010)

## Galerie

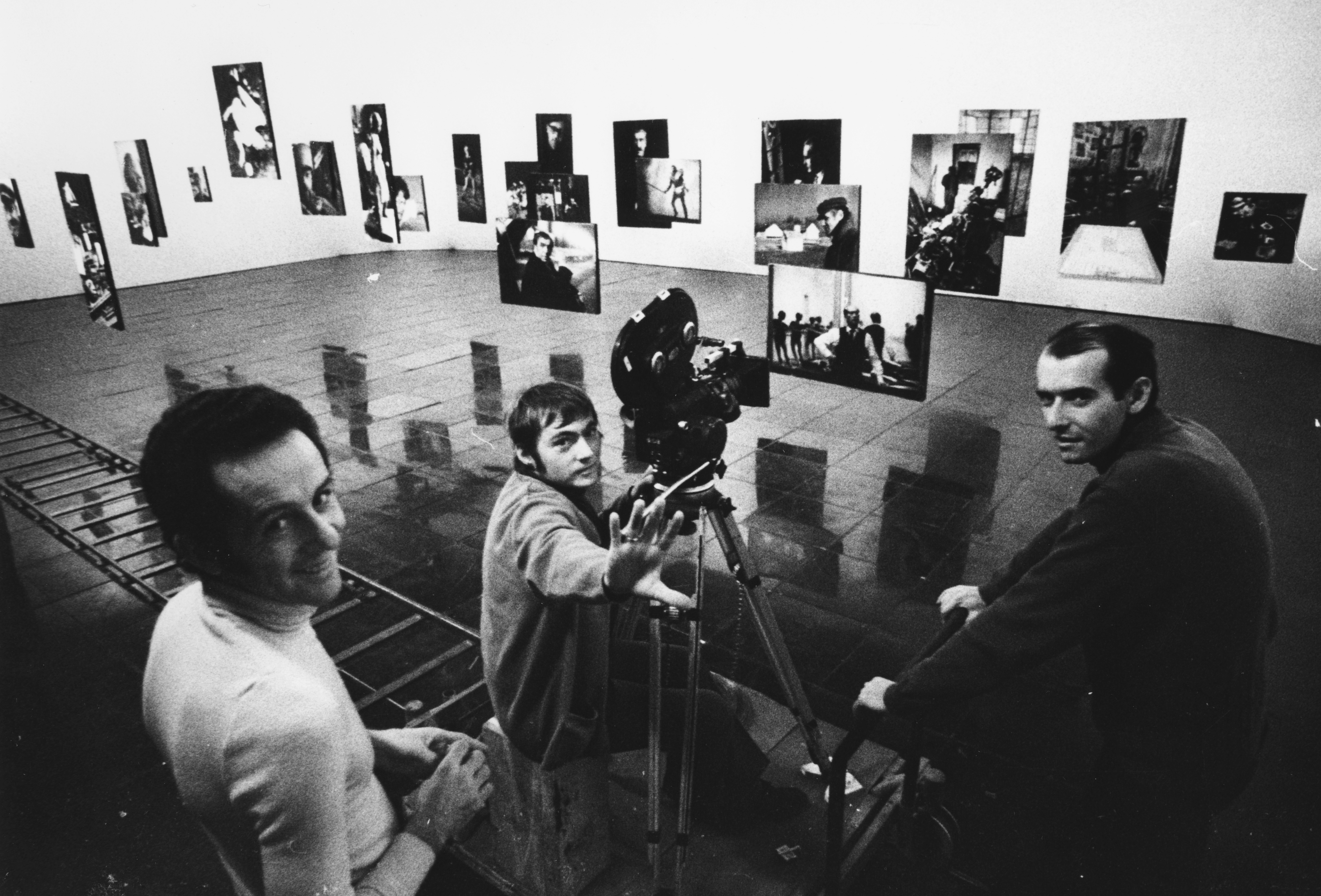
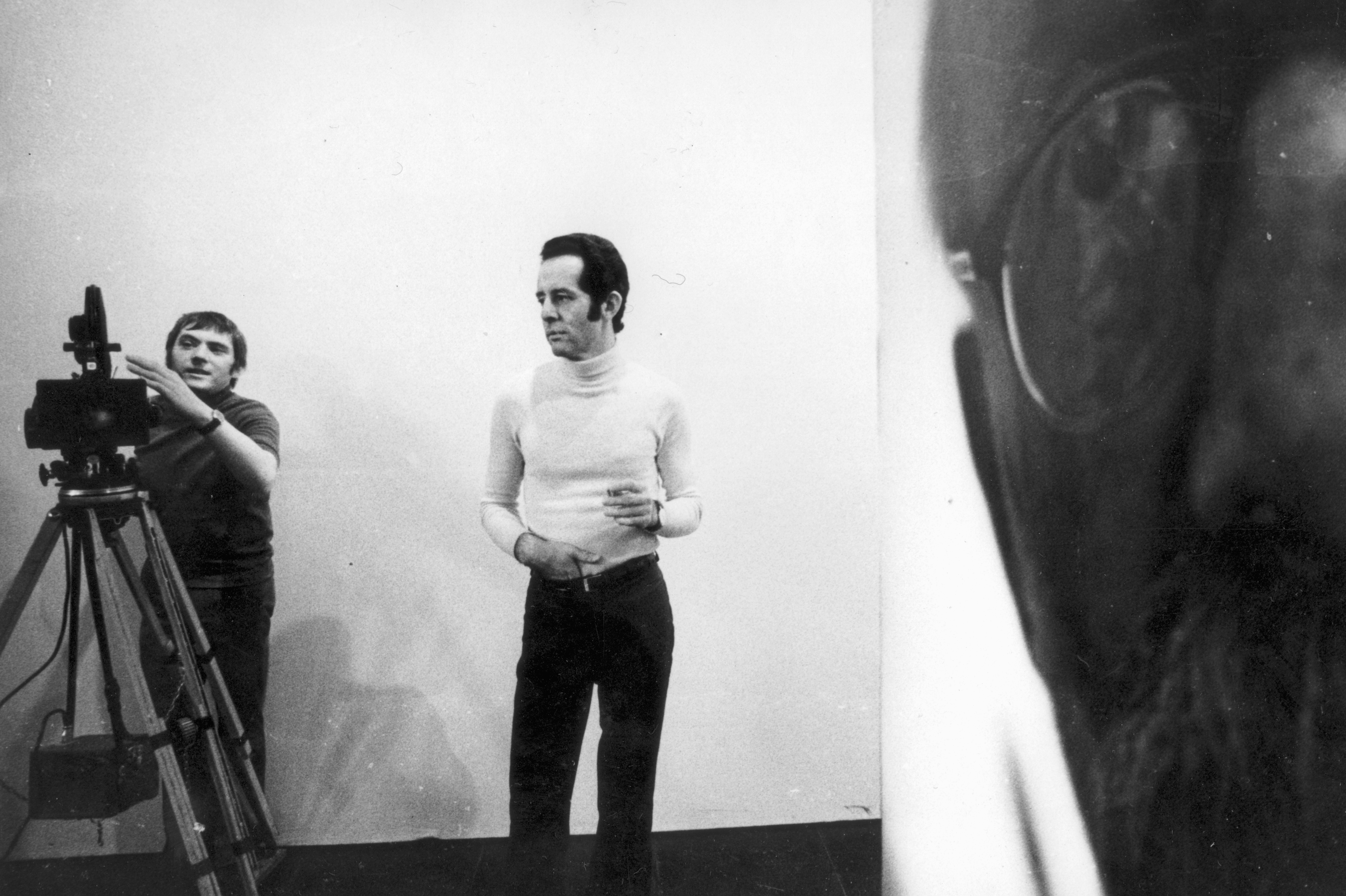
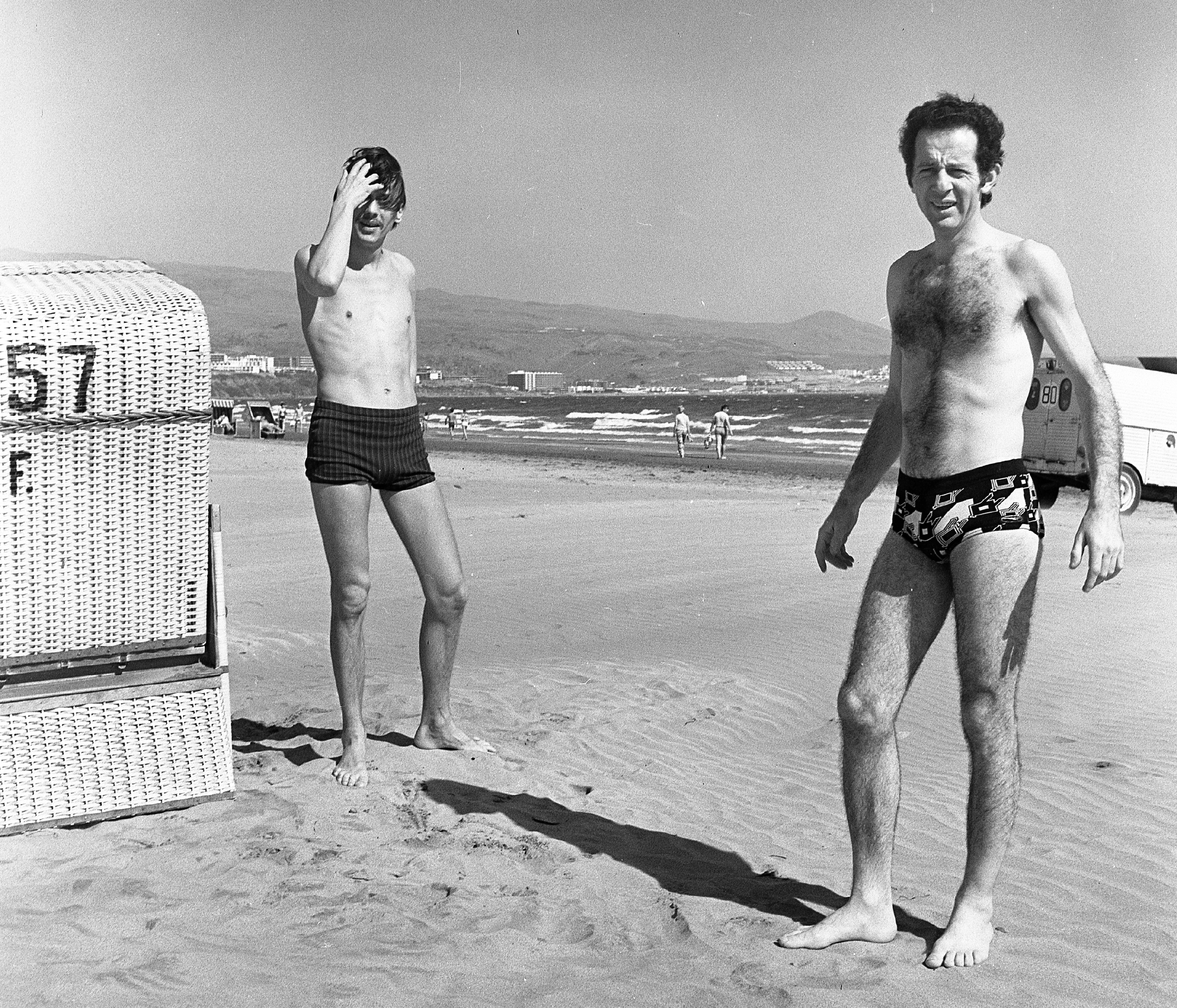
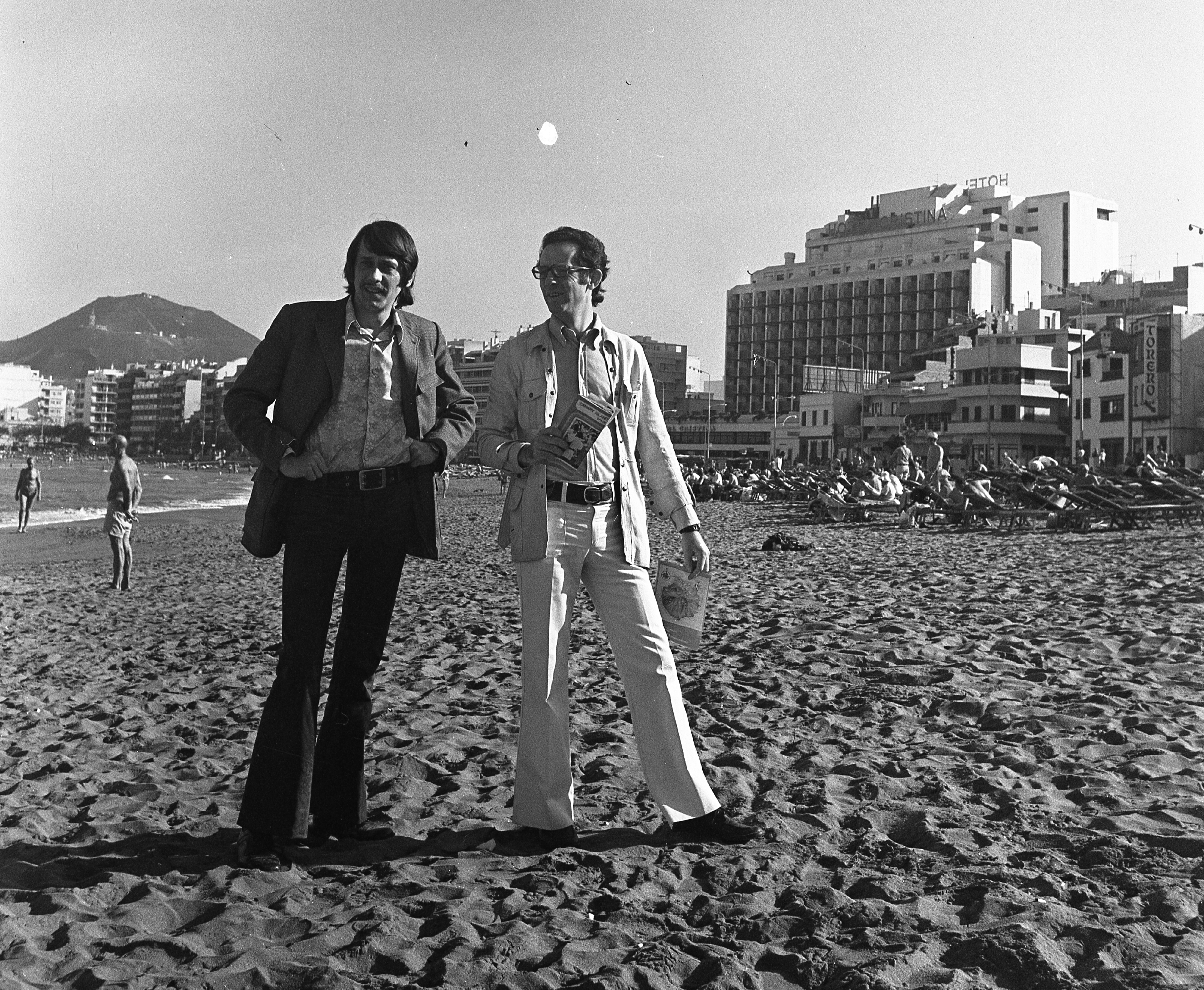
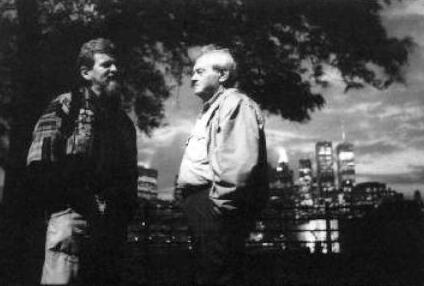